# Autobahn (Norwegen)

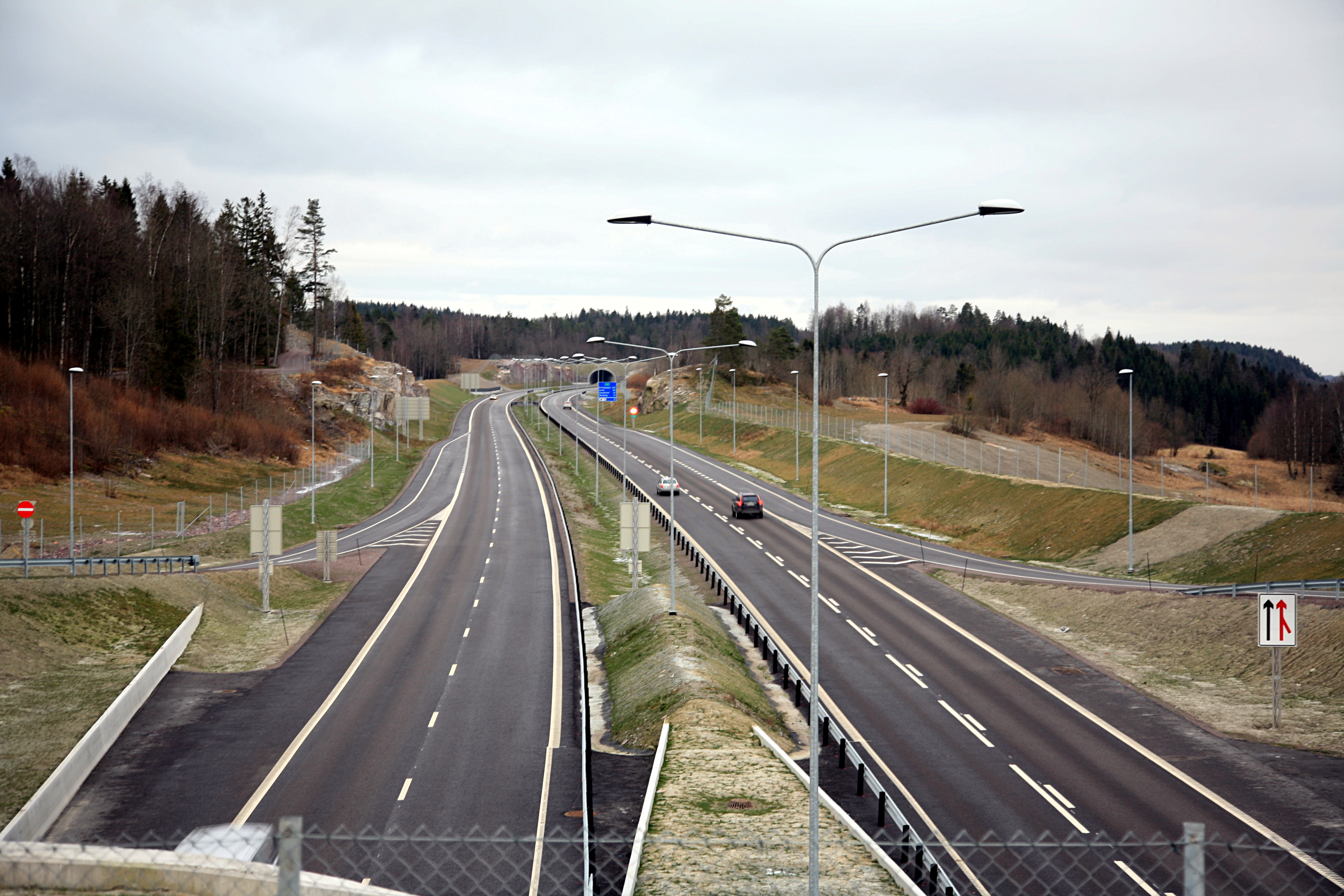
Autobahn E 18

Die Autobahnen in Norwegen werden als Motorvei bezeichnet. Ähnlich wie in Schweden unterscheidet die Nummerierung norwegischer Straßen – verwaltet durch das norwegische Straßenverkehrsamt Statens vegvesen – nicht nach Typ, allerdings wird gegebenenfalls die Europastraßen-Nummer verwendet. Ursprünglich wurde der Begriff „Motorvei“ gleichermaßen für Autobahnen und Schnellstraßen gebraucht, erst 2006 führte man zur Abgrenzung für letztere die Bezeichnung „Motortrafikkvei“ ein.

## Geschichte und Ausbau

Norwegisches Autobahnzeichen

Nachdem in den 1960er Jahren Schweden und Dänemark mehrere 100 Kilometer Autobahn bauten, zog Norwegen mit einem Plan nach, der den Ausbau von 800 km Streckennetz bis 1980 vorsah. Noch in den 1960er Jahren wurden davon 45 km gebaut. Der weitere Ausbau wurde jedoch vorerst eingestellt, nachdem aufgrund der hohen Baukosten für Autobahnen nur noch wenig Geld für andere Projekte zur Verfügung stand, was Unzufriedenheit in der Bevölkerung mit sich brachte. In den 25 Jahren von 1970 bis 1995 entstanden somit nur noch 45 neue Streckenkilometer. In dieser Zeit wurden allerdings stattdessen viele Schnellstraßen gebaut, welche jetzt zu Autobahnen erweitert werden.
Ab 1995 wurde der Ausbau deutlich beschleunigt, 2004 umfasste das norwegische Autobahnnetz 193 km. Dennoch hat Norwegen ein verhältnismäßig kleines Autobahnnetz, die Hauptverbindungen sind die Nord-Süd-Verbindung E 6, die Küstenstrecke E 18 und die Querverbindung von Bergen nach Oslo E 39/E 16. 
Eine Besonderheit im norwegischen Straßenbau ist, dass der Ausbau meist über eine Maut auf dem entsprechenden Abschnitt finanziert wird, nicht jedoch die Instandhaltung („Public Private Partnership“). Das bedeutet, dass mit Abbezahlung der Investitionskosten die Mautstationen entfernt werden. Einer Übersicht der mautfinanzierten Strecken in Norwegen kann auch das voraussichtliche Ende der Gebührenpflicht entnommen werden.

## Regelungen

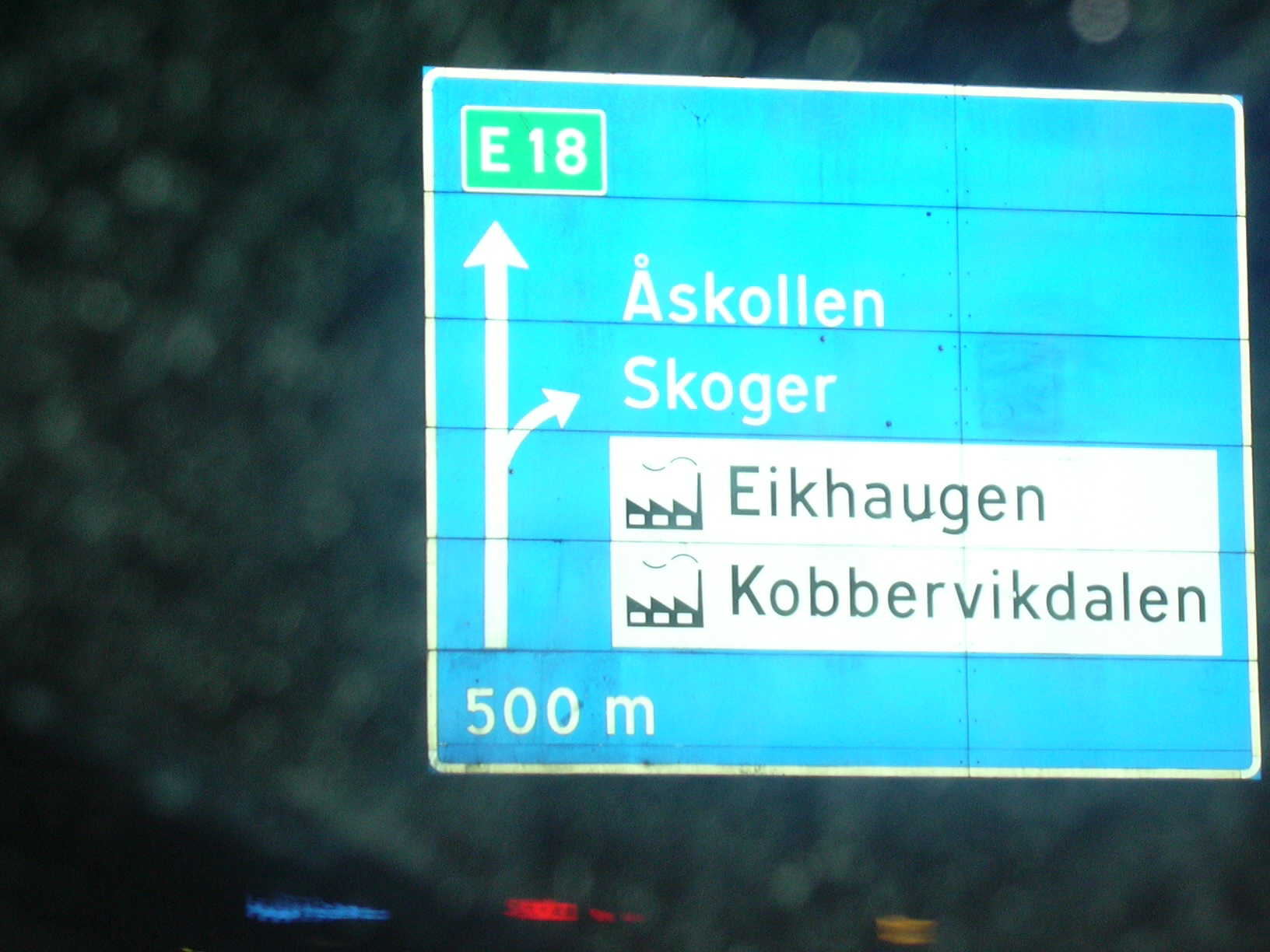
Eine Abfahrt der E 18

In Norwegen gibt es für die Autobahnen keine besonderen Geschwindigkeitsregeln, es finden die allgemeinen Geschwindigkeitsbegrenzungen außerhalb geschlossener Ortschaften (80 km/h) Anwendung. Inzwischen wurden jedoch die meisten Strecken mit einer Beschränkung auf 100 km/h oder 110 km/h beschildert. 110 existiert seit Jahr 2014.